# Gianni Ansaldi
Gianni Ansaldi (Genova, 25 maggio 1959) è un attore e fotografo italiano.

## Biografia
Inizia la carriera di attore al Teatro Stabile di Genova, successivamente esordisce in tv nel programma Popcorn. Diviene noto nei primi anni ottanta recitando in alcune commedie al cinema; in particolare Sapore di mare, dove interpreta l'imbranato Gianni, il fidanzato di Selvaggia (Isabella Ferrari) che millanta una relazione con la più matura Adriana (Virna Lisi).
Dal 2000 ha pubblicato alcuni volumi di reportage e ritratti e ed ha esposto a Genova, per la provincia, a Milano nella galleria Blanchaert, a Genova nella Galleria San Lorenzo al Ducale, nella libreria Feltrinelli. Nel 2008 il comune di Genova gli ha inaugurato una mostra di ritratti al Palazzo Rosso. Nel 2010 porta a Melbourne la mostra La Genova di Bacci Pagano insieme alla fotografa coautrice del libro Patrizia Traverso.
Collabora come fotografo ritrattista con il quotidiano Il Secolo XIX. Nel 2011 gira come regista Soldi, il suo primo cortometraggio con i suoi allievi del corso di recitazione.

## Filmografia

### Cinema
- Sapore di mare, regia di Carlo Vanzina (1982)
- Sapore di mare 2 - Un anno dopo, regia di Bruno Cortini (1983)
- Il ras del quartiere, regia di Carlo Vanzina (1983)
- Il ragazzo di campagna, regia di Castellano e Pipolo (1984)
- Portagli i miei saluti... avanzi di galera, regia di Gianna Maria Garbelli (1993)
- Beniamino Gad - Alle soglie dell'incubo, regia di Enzo Papetti (1994)
- L'ultima estate, regia di Eleonora Giorgi (2008)
- Oggetti smarriti, regia di Giorgio Molteni (2011)[5]

### Televisione
- Popcorn – programma TV (1981-1982)
- Un giorno fortunato – miniserie TV (1997)
- Love Bugs – serie TV (2004-2005)
- Vivere – serie TV (2005)
- 48 ore – serie TV (2006)
- Camera Café – serie TV (2007)
- Piloti – serie TV (2007)
- Don Luca c'è – serie TV (2008)
- Medici miei – serie TV (2008)
- 7 vite – serie TV (2008)
- Caterina e le sue figlie – serie TV (2009)
- Tutto può succedere – serie TV (2016)

## Teatro
- Il processo della scrofa di Henri Deblue, regia di Gino Zampieri
- L'Opera assediata, regia e testo di Boris Stetka
- Happy End di Bertolt Brecht con, con Anna Nogara e Paolo Rossi, regia di Virginio Puecher e assistenza musicale di Cathy Berberian
- L'adalgisa da Carlo Emilio Gadda, regia e adattamento di Umberto Simonetta
- Alcune domande di matrimonio, adattamento e regia di Umberto Simonetta

## Pubblicazioni
- Giampiero Orselli, Gianni Ansaldi, Le parole di Giampiero Orselli per le fotografie di Gianni Ansaldi, Liberodiscrivere (2002) ISBN 88-7388-014-2
- Facce così, 2006 (prefazione di Stefano Tettamanti) La Lontra Editore
- Volti&Risvolti", (con interviste di Giuliano Galletta) Sagep Editore[6]
- La Genova di Bacci Pagano, testi di Bruno Morchio - fotografie di Gianni Ansaldi e Patrizia Traverso), Il Melangolo Editore
- Il silenzio di Lampedusa, con Massimo Ciavarro, Il Canneto Editore, 2014[7]
- I Marmi giustiziati, con Giovanni Spalla, Il Canneto Editore, 2015[8]
- Just Trade Alce Editore, 2015
- Stroke! Un colpo che cambia la vita con Lorenzo Licalzi, Il Canneto Editore, 2020[9]
- Noncestoria, romanzo, Il Canneto Editore, 2020[10]
- Nel cuore di Genova. Viaggio nella città di Bacci Pagano, Il Canneto editore, 2022